# Гоуп (Британська Колумбія)
Гоуп (англ. Hope) — муніципалітет у провінції Британська Колумбія (Канада), розташований у місці злиття двох річок — Фрейзер та Коквігалла. У перекладі з англійської «гоуп» означає «надія».
До муніципалітету Гоуп входять безпосередньо міська зона Гоуп (містечко Гоуп) та прилеглі території, включно з поселеннями Кавкава Лейк, Сілвер-Крік та Фладс, у якому розташований регіональний аеропорт, та Лейк-оф-зе-Вуд.
У свою чергу, муніципалітет Гоуп адміністративно входить до регіону Фрейзер-Веллі разом із містами Абботсфорд та Чилівак, муніципалітетами Мішен і Кент, а також із селом Гаррісон-Гот-Спрінгс та декількома територіальними виборчими дільницями, які об'єднують розкидані по регіону невеликі поселення, хутори й окремі домогосподарства.

## Коротка історія
Історію поселення і муніципалітету Гоуп умовно поділяють на два періоди:
- доєвропейський (до приходу європейців, вважається до 1808 р.);
- європейський (від 1808 — і до наших днів).

### Історія та культура корінного народу
Перші сліди проживання людини у місцевості Гоуп датуються часами від 8 000 до 10 000 років тому. На той час у долині Фрейзер-Веллі проживав народ Стаоло [ˈstɔːloʊ], альтернативні записи як: Stó:lō, Stó:lô або Stó:lõ чи історично: «Стаоло», «Стауло» або «Стало».
До приходу європейців народ займався мисливством, рибальством та збиральництвом. Дослідження древніх стоянок свідчать, що при цьому мали місце сезонні міграції населення для масових полювань на наземних та морських ссавців оленів, тюленів, масового рибальства осетрів, лосося, колючкових, масового збиральництва на місцях сезонних обмілінь річок, відпливів тощо.
Народ стаоло мав самобутні культуру, традиції, общинний устрій, систему навчання малюків. За переказами старійшин народ стаоло був на цих землях завжди, як «сини небес» та «сини землі», створені і трансформовані видатним духом-істотою Xa: Is із родових тварин та риб бобра, гірського козла та осетра. Люди проживали у духовній і фізичній єдності із природою, вважали її одухотвореною, і вважали і її, і себе продуктами творення і трансформації творця — «Великого Трансформатора» Xa: Is.
Як ідеться у «Атласі» Карлсон:
Народ стаоло існує одночасно як у спіритичній, так і у фізичній сферах цього світу, поєднаний із «Творцем» через створення і трансформацію…
Великий Трансформатор Xa: Is присутній у багатьох культурах і традиціях корінних народів північнозахідного узбережжя Тихого океану Північної Америки і інших народів континенту. Часто може з'являтися більш, ніж у одній особі. Ім'я варіюється від народу до народу, хоча фонетично всі варіанти імен є схожими.
Серед знахідок, які можуть посіяти сумніви, що народ стаоло не є виключно єдиним корінним народом району Гоуп, слід відзначити кургани невідомого походження, відомі як «Піраміди долини Фрейзер-Веллі». Про них мало що відомо окрім того, що у курганах присутні дерев'яні конструкції для підтримування ваги насипу.
Із приходом європейців історія корінного народу практично закінчилася. У 1791 та 1792 роках перші європейці досягли територій проживання стаоло, хоча вірус віспи та інші інфекційні захворювання, які вони занесли на американський континент, «добралися» сюди раніше. У 1782 році протягом шести тижнів приблизно дві третини від загальної численності народу стаоло (61%) загинули від епідемії віспи.

### Європейський період історії
Саймон Фрейзер започаткував «європейський період» у історії Гоупа у 1808 році, коли прибув у цю місцевість за завданням Компанії Гудзонової затоки як першовідкривач і торговець хутрами. Пізніше, у 1848 році, компанія заснувала тут Форт-Гоуп.
У 1857 році розпочалася золота лихоманка, відома як «Золота лихоманка каньйону Фрейзер», через яку у 1858 році район і поселення Гоуп зазнали суттєвих змін.
На початку лихоманки Компанія Гудзонової затоки приховувала відомості про відкриті поклади золота, побоюючись, що відомості про золото спричинять масовий наплив золотошукачів, і це призведе до занепаду торгівлі хутрами. Агенти компанії намагалися залучити до розвідки покладів і до видобутку золота індіанців, постачаючи їм необхідні пристрої і засоби. Однак, у наступному році розпочався масовий наплив золотошукачів у місцевості, починаючи від поселень Гоуп та Йєйл, і до індіанських резервацій Павільйон та Фонтан. Кількість прибулих сягнула 30 000. Серед них у своїй більшості були професіонали, які «залишилися без роботи» по завершенні золотої лихоманки у Каліфорнії. Однак, було багато біженців та злочинців із США, Англії, Франції, Австрії. Це спричинило адміністративні проблеми та ріст злочинності. Золотошукачі розпочали самочинне захоплення земель, грабежі і розбої, насильство і наругу, входячи у конфлікт із місцевим населенням.
Окрім цього, прибулі європейці, керовані жадобою золота, відтісняли корінні народи від озер, річок і струмків, позбавляючи їх рибних ресурсів і засобів до існування та виживання. Якщо корінні народи висловлювали своє обурення і намагання захистити свої землі та поселення, європейці сприймали ці дії як прояви «войовничої кровожерливості червоношкірих дикунів» та жорстоко їх придушували. Так розпочалась війна у каньйоні Фрейзер.
Для наведення порядку 2 серпня 1858 року була утворена нова окрема колонія Британська Колумбія, губернатором якої призначили Джеймса Дугласа, і який після призначення став губернатором двох колоній. Маючи дипломатичні здібності, Дуглас швидко навів порядок у колонії. Для примирення із корінними народами він розпочав переселення їх до резервацій, надаючи їм право на землю та виділяючи на кожну дорослу особу чоловічої статі племені не менше, ніж 10 акрів землі, причому «надаючи право» вибирати місце. Губернатор надав Гоупу статус містечка, яке увійшло до складу британської колонії.
У 1859 Дуглас запропонував на посаду головного комісара земель колонії Джозефа Вільяма Тратча, який став першим генерал-губернатором колонії (1871-1976), та був противником політики Джеймса Дугласа. Він перекрутив «правило Дугласа» стосовно 10-ти акрів з «не менше» на «не більше» та розпочав суттєве обмеження площ резервацій, відбираючи у корінного населення землі сільськогосподарського призначення, мотивуючи це тим, що індіанці «не використовують їх за призначенням». Ці погляди на права корінного населення на землю були закріплені Законом про землю, який був переглянутий у 1866, де корінні народи для отримання права на землю повинні були отримати письмовий дозвіл у губернатора. За всю історію народу Стаоло цим правилом скористалися лише раз.
У 1859 у Гоуп прибув преподобний Олександр Санкт-Девід Френсіс Прінгл, який 1 грудня цього року заснував першу на материковій частині Британської Колумбії бібліотеку, та протягом двох років — Християнську Англіканську церкву. На сьогодні ця церква є найстарішою у регіоні Фрейзер-Веллі.
У 1871 році по завершенні існування британської колонії, Гоуп став частиною Канади.
В 1876 Александер Юен (англ. Alexander Ewen) побудував перший консервний завод на річці Фрейзер, і вже до 1883-го в її гирлі було побудовано 13 фабрик з консервування лосося. Це суттєво підірвало рибні ресурси і запаси лосося, у результаті чого народ Стаоло, який нічого не міг вдіяти, щоб зупинити це, був приречений на голодне існування.
6 квітня 1929 Гоуп отримав статус села, 1 січня 1965 — статус містечка, а 7 грудня 1992 був реорганізований у муніципалітет Гоуп.
Під час Другої світової війни у районі Гоуп (поблизу Саншайнлайт) були створені табори для інтернованих канадців японського походження, яких відселяли від узбережжя не менше, ніж на 100 миль. Вони будували автодорогу Гоуп-Принстон.
У часи європейського періоду історії Гоупа народ Стаоло практично був винищений хворобами, кардинальними змінами природи та обмеженим ареалом проживання, золотою лихоманкою і викликаними нею заворушеннями, та тяжкими умовами існування в резерваціях. Наразі рештки неасимільованого народу проживають у декількох резерваціях. Поблизу Гоупа розташована адміністрації індіанської резервації № 4 Чоатіл.

## Населення
За даними перепису 2016 року, окружний муніципалітет нараховував 6181 особу, показавши зростання на 3,6%, порівняно з 2011-м роком. Середня густина населення становила 151 осіб/км².
З офіційних мов обидвома одночасно володіли 225 жителів, тільки англійською — 5 930, тільки французькою — 5, а 15 — жодною з них. Усього 615 осіб вважали рідною мовою не одну з офіційних, з них 5 — одну з корінних мов, а 15 — українську.
Працездатне населення становило 51,3% усього населення, рівень безробіття — 11,2% (13,8% серед чоловіків та 8% серед жінок). 83,7% осіб були найманими працівниками, а 13% — самозайнятими.
Середній дохід на особу становив $36 167 (медіана $26 471), при цьому для чоловіків — $44 052, а для жінок $28 342 (медіани — $33 024 та $22 131 відповідно).
29,4% мешканців мали закінчену шкільну освіту, не мали закінченої шкільної освіти — 23,6%, 46,8% мали післяшкільну освіту, з яких 22,2% мали диплом бакалавра, або вищий.
| Статево-вікова структура населення | Статево-вікова структура населення | Статево-вікова структура населення | Статево-вікова структура населення | Статево-вікова структура населення |
| ---------------------------------- | ---------------------------------- | ---------------------------------- | ---------------------------------- | ---------------------------------- |
|                                    |                                    |                                    |                                    |                                    |
| Всього                             | Всього                             | 49,6%50,4%                         |                                    |                                    |
| 0 — 14 років                       | 0 — 14 років                       |                                    | 11,6%                              | 11,6%                              |
| 15 — 64 років                      | 15 — 64 років                      |                                    | 59,3%                              | 59,3%                              |
| 65 і більше                        | 65 і більше                        |                                    | 29,1%                              | 29,1%                              |
| 85 і більше                        | 85 і більше                        |                                    | 2,7%                               | 2,7%                               |
| Середній вік (років)               | Середній вік (років)               | 48,550,2                           | 49,3                               | 49,3                               |
| Медіана (років)                    | Медіана (років)                    | 53,755,1                           | 54,5                               | 54,5                               |
| — чоловіки — жінки                 |                                    |                                    |                                    |                                    |

| Походження мешканців:     | Походження мешканців:     | Походження мешканців: | Походження мешканців: | Походження мешканців: |
| ------------------------- | ------------------------- | --------------------- | --------------------- | --------------------- |
| Походження                |                           |                       | осіб                  | %                     |
| Корінні американці        | Корінні американці        |                       | 585                   | 9.64%                 |
| Інше північноамериканське | Інше північноамериканське |                       | 1 515                 | 24.96%                |
| Європейське               | Європейське               |                       | 4 825                 | 79.49%                |
| британське                | британське                |                       | 3 170                 | 52.22%                |
| французьке                | французьке                |                       | 730                   | 12.03%                |
| українське                | українське                |                       | 450                   | 7.41%                 |
| Латинськоамериканське     | Латинськоамериканське     |                       | 65                    | 1.07%                 |
| Карибське                 | Карибське                 |                       | 10                    | 0.16%                 |
| Африканське               | Африканське               |                       | 45                    | 0.74%                 |
| Азійське                  | Азійське                  |                       | 485                   | 7.99%                 |
| Океанійське               | Океанійське               |                       | 35                    | 0.58%                 |

| Зайнятість населення за галузями (за класифікацією NOC): | Зайнятість населення за галузями (за класифікацією NOC): | Зайнятість населення за галузями (за класифікацією NOC): | Зайнятість населення за галузями (за класифікацією NOC): | Зайнятість населення за галузями (за класифікацією NOC): |
| -------------------------------------------------------- | -------------------------------------------------------- | -------------------------------------------------------- | -------------------------------------------------------- | -------------------------------------------------------- |
|                                                          |                                                          |                                                          |                                                          |                                                          |
| Управління                                               | Управління                                               |                                                          | 10,7%                                                    | 10,7%                                                    |
| Бізнес, фінанси та адміністрування                       | Бізнес, фінанси та адміністрування                       |                                                          | 11,2%                                                    | 11,2%                                                    |
| Природничі та прикладні науки                            | Природничі та прикладні науки                            |                                                          | 3,6%                                                     | 3,6%                                                     |
| Охорона здоров'я                                         | Охорона здоров'я                                         |                                                          | 5,8%                                                     | 5,8%                                                     |
| Освіта, правозахист, муніципальні та урядові служби      | Освіта, правозахист, муніципальні та урядові служби      |                                                          | 9,9%                                                     | 9,9%                                                     |
| Мистецтво, культура, відпочинок та спорт                 | Мистецтво, культура, відпочинок та спорт                 |                                                          | 1,9%                                                     | 1,9%                                                     |
| Роздрібна торгівля та послуги                            | Роздрібна торгівля та послуги                            |                                                          | 29,4%                                                    | 29,4%                                                    |
| Гуртова торгівля, транспорт та обладнання                | Гуртова торгівля, транспорт та обладнання                |                                                          | 21,9%                                                    | 21,9%                                                    |
| Природні ресурси, сільське господарство                  | Природні ресурси, сільське господарство                  |                                                          | 3,9%                                                     | 3,9%                                                     |
| Виробництво                                              | Виробництво                                              |                                                          | 2,1%                                                     | 2,1%                                                     |

## Резервації

### Розташовані на території муніципалітету
На території муніципалітету Гоуп розташовуються такі резервації: 
- Гоуп #1 – на мисі, що поряд із центральною вулицею містечка Вотар Авеню. У резервації розташований найдешевший у районі кемпінг.[20]
- Шкам #2 – на північ від містечка. Територія розділена на шматки Трансканадською залізницею та Трансканадською автострадою та повністю відрізана від озера Шкам.[21]
- Ґрінвуд Айленд #3 – на острові, що на річці Фрейзер, безпосередньо навпроти містечка.[22]
- Тунель #6 – на північ від містечка, на острові на річці Фрейзер, що навпроти струмка Шкам.[23]
- Ейвеввіс #15 – на північно-східній межі і частково на території муніципалітету.[24]
- Кавкава Лейк #16 – вузька смужка землі, що виходить на берег озера Кавкава Лейк.[25]

### Розташовані на територіях, сусідніх із муніципалітетом
Ряд резервацій розташовані за межами муніципалітету Гоуп і не входять у районування його земельних ділянок, однак поштове обслуговування цих резервацій здійснюється поштовим відділенням Гоупа.
- Чоатіл #4 – на протилежному від Сілвер-Крік березі річки Фрейзер. Одна з найбільших за площею ділянка, де проживають корінні народи Sto:lo і де розташована адміністрація.[26][27]
- Скаваглум #10 – за 5 миль по річці Фрейзер, на північ від Гоупа.[28]
- Пукатолечін #11 – за 4 милі по річці Фрейзер, на північ від Гоупа.[29]
- Клаклакум #12 – за 3 милі по річці Фрейзер, на північ від Гоупа.[30]
- Трафальгар Флет #13 – за 2,5 милі по річці Фрейзер, на північ від Гоупа.[31]
- Сваглісеа #14 – за півмилі на південь від залізничної станції Трафальгар по річці Фрейзер.[32]

## Географія

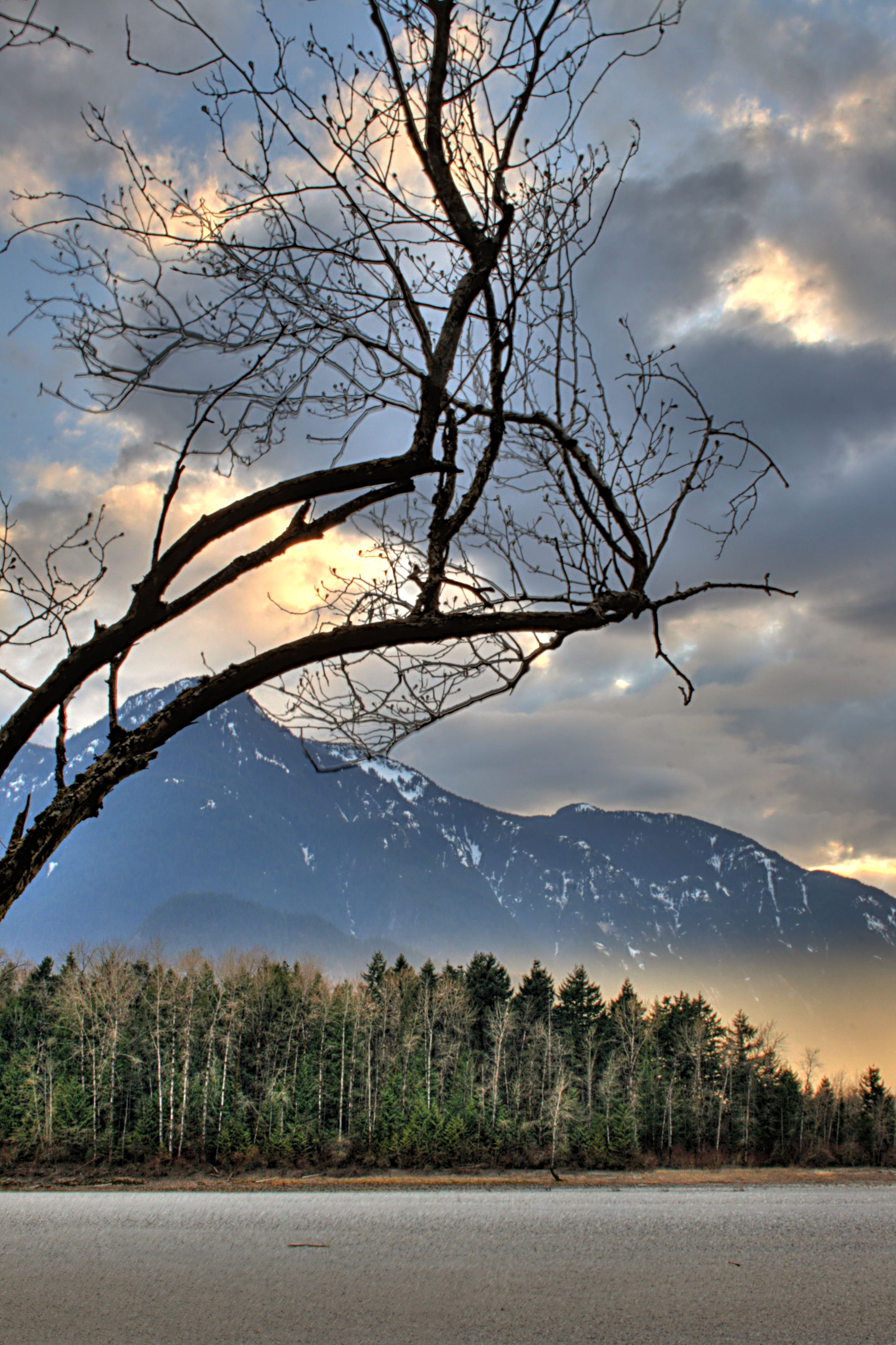
Річка Фрейзер на захід від Гоупа

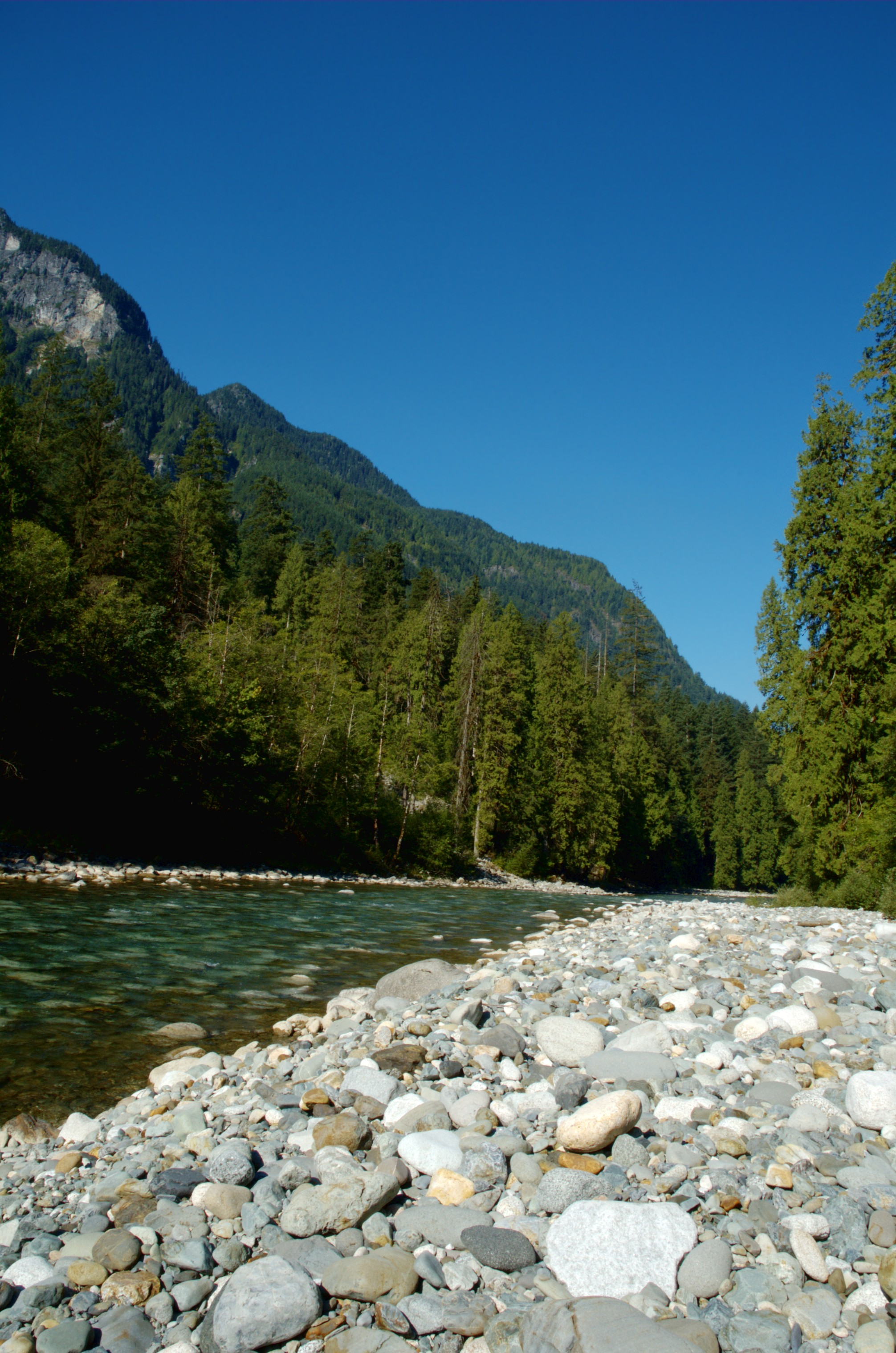
Річка Коквігалла у околицях Гоупа

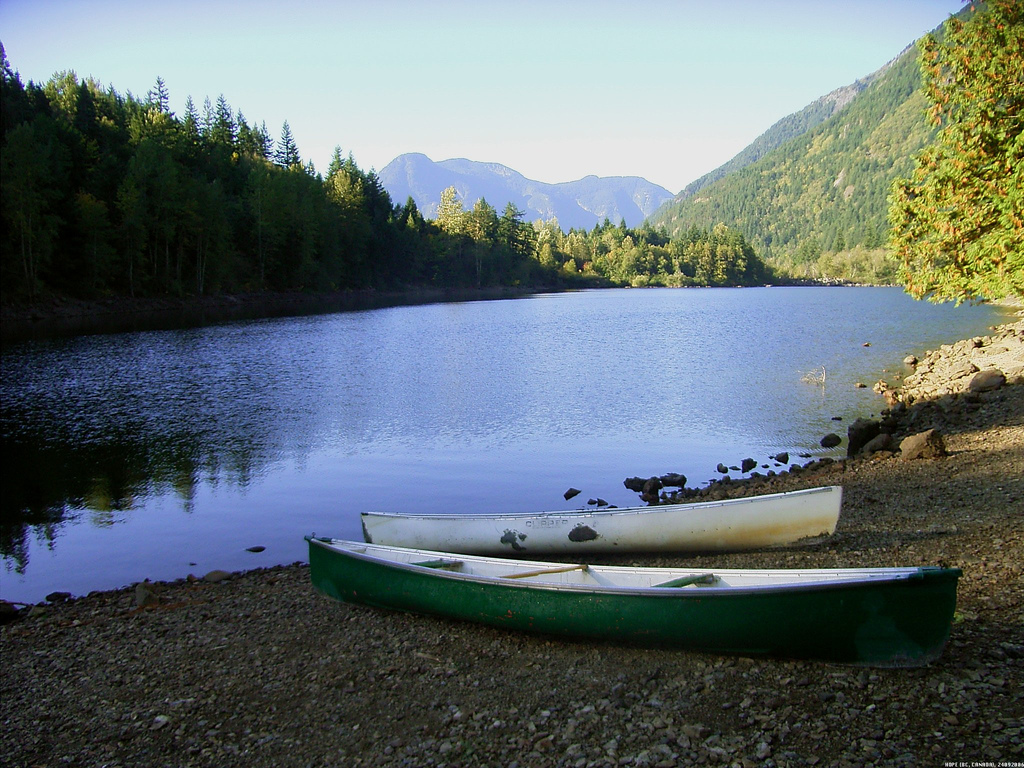
На березі гірського озера поблизу Гоупа

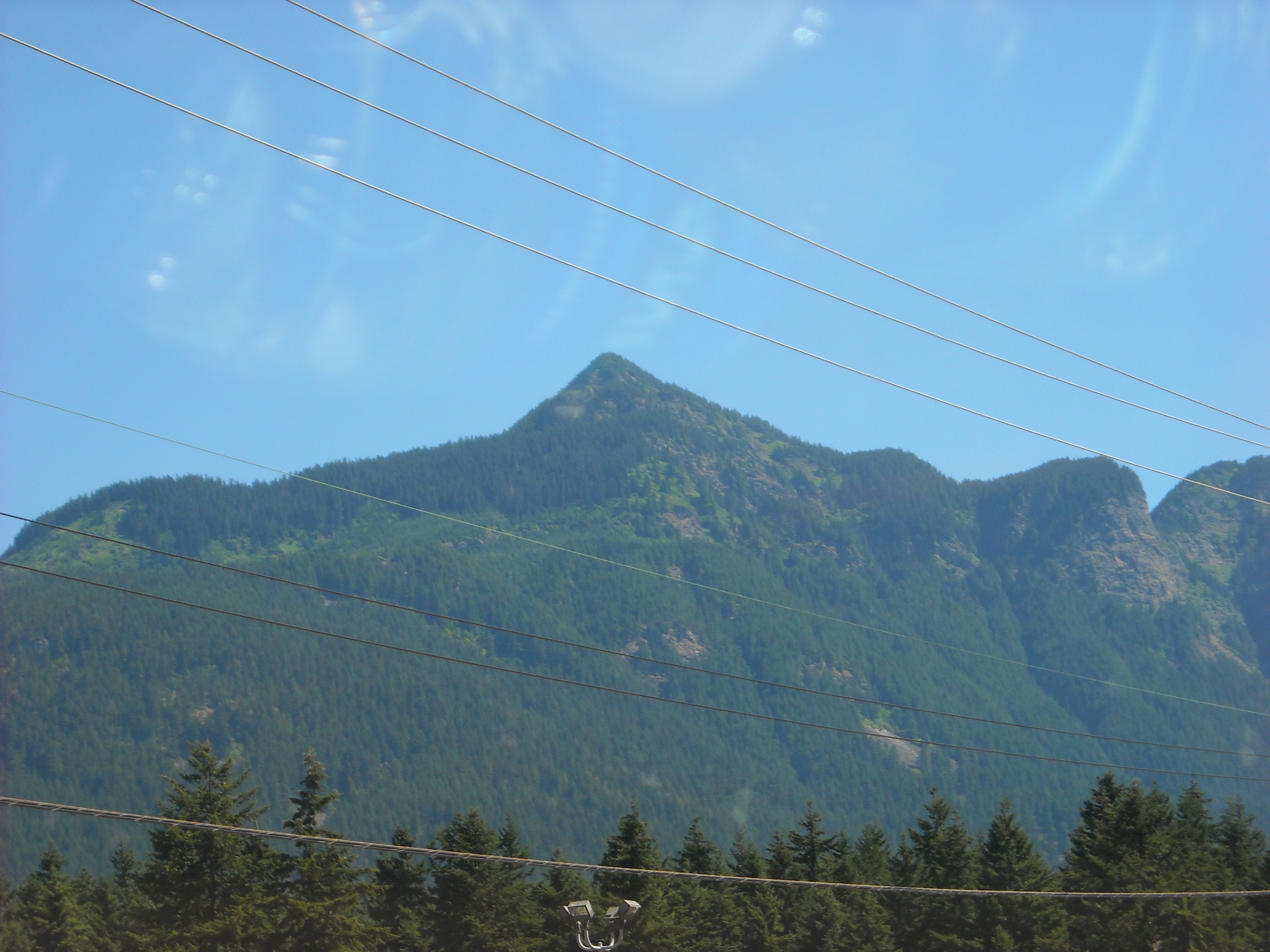
Пік Оґілві поблизу озера Кавкава

Гоуп розташований у долині Фрейзер-Веллі, яка, разом із тим, є східною частиною низовини Ловер-Мейнланд, оточеної Береговим хребтом та Каскадними горами із одного боку, та протокою Джорджія — з іншого.
До муніципалітету також відноситься каньйон Фрейзер, по дну якого протікає річка Фрейзер. Каньйон починається від озера Вільямс. Одну стіну каньйону формують гірські хребти Берегового хребта, а іншу — Каскадних гір.
Саме містечко лежить на банці, утвореній течією річки Фрейзер у місці впадання в неї річки Коквігалла, та із трьох сторін оточене водою. Переправи через річки забезпечуються через мости та підвісні «трамвайні» канатні переправи.
Окрім цих річок, по території муніципалітету протікають менші річки, які впадають у річку Фрейзер. До них належать річки Сумаллі, Сілвер-Гоуп-Крік та інші. У південній частині муніципалітету протікає річка Скаґіт-Рівер, що впадає в озеро Росс, більша частина якого лежить на території штату Вашингтон, США.
У районі Гоупа численні мальовничі гірські озера, до найбільших із яких належать:
- Кавкава;
- Вудз;
- Девіл;
- Ітен (високогірне, замерзле);
- Сілвер;
- Сідар тощо.

Містечко з трьох боків оточене гірськими хребтами, серед яких височіють вершини:
- Гоуп-Маунтін; 1 844 м (Маунт-Гоуп);
- Пік-Оґілві; 1 692 м;
- Пік-Ореґонсон; 1 831 м;
- Доґ-Маунтін; 1 311 м та ін.

## Клімат
Клімат помірний, м'який із достатньо великою кількістю опадів.
| Клімат муніципалітету Гоуп (в районі аеропорту) | Клімат муніципалітету Гоуп (в районі аеропорту) | Клімат муніципалітету Гоуп (в районі аеропорту) | Клімат муніципалітету Гоуп (в районі аеропорту) | Клімат муніципалітету Гоуп (в районі аеропорту) | Клімат муніципалітету Гоуп (в районі аеропорту) | Клімат муніципалітету Гоуп (в районі аеропорту) | Клімат муніципалітету Гоуп (в районі аеропорту) | Клімат муніципалітету Гоуп (в районі аеропорту) | Клімат муніципалітету Гоуп (в районі аеропорту) | Клімат муніципалітету Гоуп (в районі аеропорту) | Клімат муніципалітету Гоуп (в районі аеропорту) | Клімат муніципалітету Гоуп (в районі аеропорту) | Клімат муніципалітету Гоуп (в районі аеропорту) |
| Показник                                        | Січ.                                            | Лют.                                            | Бер.                                            | Квіт.                                           | Трав.                                           | Черв.                                           | Лип.                                            | Серп.                                           | Вер.                                            | Жовт.                                           | Лист.                                           | Груд.                                           | Рік                                             |
| Абсолютний максимум, °C                         | 15                                              | 19,4                                            | 25,1                                            | 30,1                                            | 38,4                                            | 36,7                                            | 40                                              | 39,1                                            | 38,3                                            | 29                                              | 18,9                                            | 16,1                                            | 40                                              |
| Середній максимум, °C                           | 4,7                                             | 7                                               | 12,1                                            | 15,1                                            | 18,6                                            | 20,9                                            | 23,6                                            | 24,8                                            | 21,4                                            | 14,5                                            | 7,1                                             | 3,5                                             | 14,4                                            |
| Середня температура, °C                         | 2,1                                             | 3,6                                             | 7,4                                             | 10,1                                            | 13,5                                            | 16                                              | 18,2                                            | 19                                              | 15,9                                            | 10,5                                            | 4,6                                             | 1,2                                             | 10,2                                            |
| Середній мінімум, °C                            | −0,4                                            | 0,3                                             | 2,6                                             | 5                                               | 8,4                                             | 11                                              | 12,8                                            | 13,2                                            | 10,3                                            | 6,4                                             | 2,1                                             | −1                                              | 5,9                                             |
| Абсолютний мінімум, °C                          | −22,8                                           | −21,1                                           | −16,7                                           | −4,4                                            | −2,8                                            | 2,2                                             | 3,3                                             | 3,9                                             | −1,1                                            | −11,2                                           | −21,4                                           | −24,4                                           | −24,4                                           |
| Середня кількість сонячних годин на місяць      | 13,2                                            | 56,3                                            | 114,7                                           | 144,6                                           | 185,4                                           | 194,6                                           | 236,2                                           | 251,8                                           | 251,8                                           | 96,9                                            | 19,6                                            | 4,4                                             | 1506,4                                          |
| Норма опадів, мм                                | 290.5                                           | 201.1                                           | 159                                             | 172.8                                           | 112                                             | 93.8                                            | 77.8                                            | 49.1                                            | 97                                              | 218.6                                           | 352.5                                           | 219                                             | 2043.3                                          |
| Днів з опадами                                  | 18,9                                            | 15,9                                            | 17,5                                            | 18,2                                            | 16,3                                            | 13,9                                            | 10,5                                            | 8,1                                             | 10,3                                            | 15,7                                            | 21,6                                            | 17,7                                            | 184,6                                           |
| Днів з дощем                                    | 16,7                                            | 13,7                                            | 17,2                                            | 18,2                                            | 16,3                                            | 13,9                                            | 10,5                                            | 8,1                                             | 10,2                                            | 15,6                                            | 20,8                                            | 14,9                                            | 176,1                                           |
| Днів зі снігом                                  | 5,6                                             | 4                                               | 1,4                                             | 0,5                                             | 0                                               | 0                                               | 0                                               | 0                                               | 0                                               | 0,2                                             | 2,9                                             | 6,3                                             | 20,9                                            |
| ----------------------------------------------- | ----------------------------------------------- | ----------------------------------------------- | ----------------------------------------------- | ----------------------------------------------- | ----------------------------------------------- | ----------------------------------------------- | ----------------------------------------------- | ----------------------------------------------- | ----------------------------------------------- | ----------------------------------------------- | ----------------------------------------------- | ----------------------------------------------- | ----------------------------------------------- |
| Джерело:                                        |                                                 |                                                 |                                                 |                                                 |                                                 |                                                 |                                                 |                                                 |                                                 |                                                 |                                                 |                                                 |                                                 |

## Економіка
Із видів діяльності, якими займалося корінне населення регіону, наразі залишилося тільки рибальство, яким займаються виключно для задоволення та задля спортивного інтересу.
У Гоупі розташована лісогосподарське товариство Cascade Lower Canyon Community Forest, яке займається лісозаготівлею, відновленням лісу та іншими аспектами лісогосподарської діяльності, виконуючи функції лісництва у муніципалітеті Гоуп та Йєйл. Заготівля деревини проводиться за замовленнями компанії Tolko Industries Ltd.
Загалом у муніципалітеті переважає приватне підприємництво, різного штибу магазинчики (включаючи рибальське і креслярське знаряддя), мотелі, готелі, ресторанчики, чайні та кав'ярні, автомобільні заправки та автомайстерні, процвітає бізнес з продажу вживаних автомобілів та запасних частин. Найбільш поширеною є діяльність з організації відпочинку та туризму.
Найбільшим роботодавцем є підприємство компанії «Нестле Вотерс», яка є одним із найбільших у світі виробників бутильованої води. У відділенні цієї компанії у містечку Гоуп щорічно у пляшки розливається більше, ніж 300 мільйонів літрів води із району Гоуп. На цьому підприємстві працюють близько 75 чоловік. Підприємство розташоване поблизу поселення Кавкава Лейк.

## Культура та мистецтво
Культура та мистецтво у містечку Гоуп представлені аматорськими і волонтерськими групами і товариствами. До основних культурних і мистецьких об'єктів належать:

### Меморіальний парк та Сад Дружби

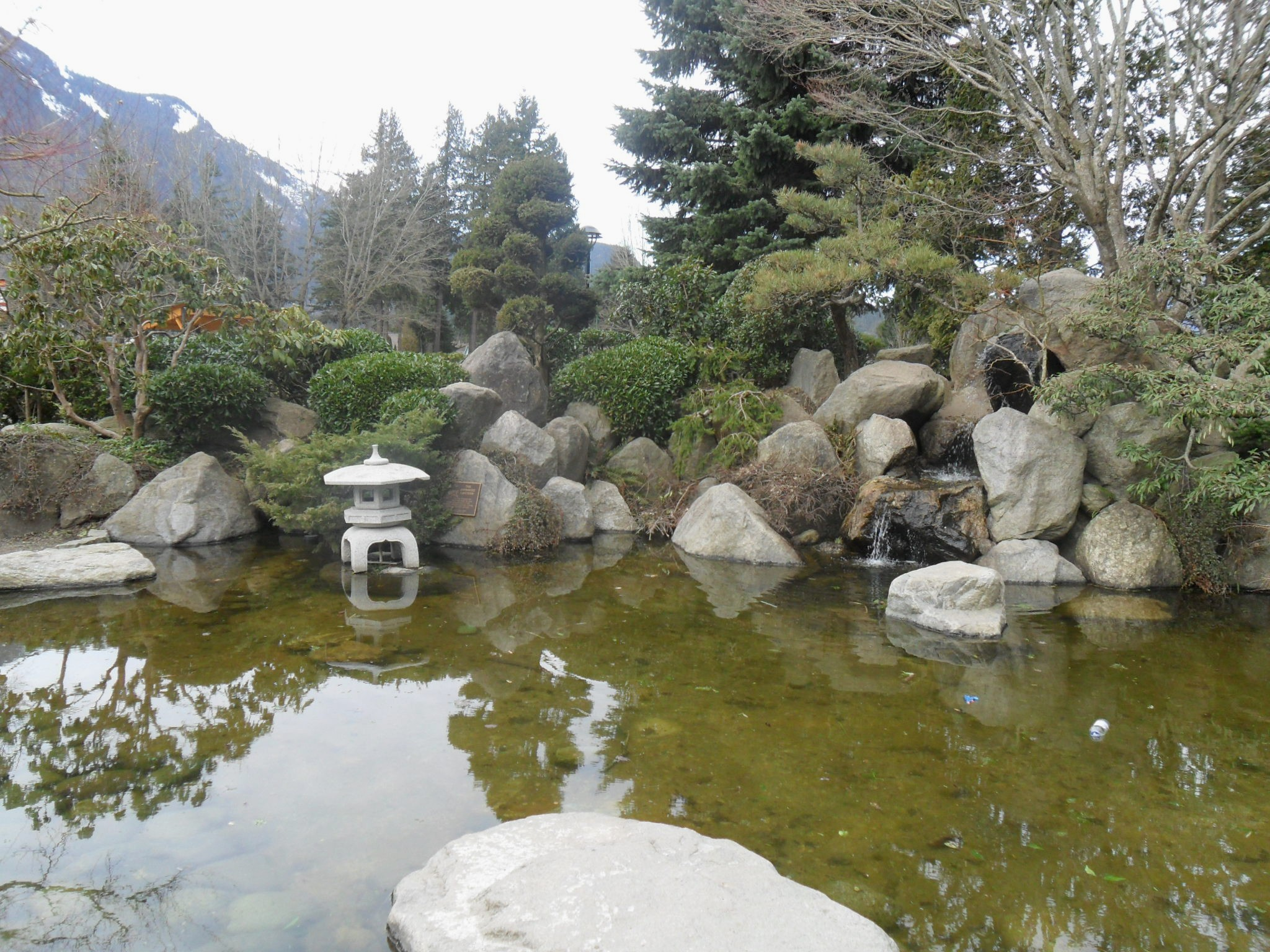
Сад Дружби

У центрі містечка у 1932 році був закладений Меморіальний парк. У центрі парку — громадська зала. Вони призначені для зібрань громадян і проведення різного типу заходів. Парк є місцем проведення святкових заходів та відпочинку жителів і дітвори, які люблять фотографуватися на фоні встановлених тут різьблених дерев'яних скульптур звірів. Встановлені у парку невеликі сцена та трибуна для глядачів є місцем проведення серії недільних пообідніх або суботніх концертів у липні та серпні.
Безпосередньо поряд із громадською залою у парку розташований японський сад, названий «Садом дружби» в пам'ять про канадців японського походження, які були інтерновані у табір, що розташовувався в районі Саншайн-Веллі під час Другої світової війни. Чоловіки з табору будували автодорогу Гоуп-Принстон. Сад був побудований на їх пам'ять місцевими канадцями японського походження і подарований містечку 27 липня 1991 року.

### Музей
Музей Гоупа демонструє історичну, культурну і духовну спадщину регіону. Приміщення музею в центрі містечка відкрите для відвідувачів у літній сезон. До експозиції входять культура і побут корінного населення, експонати часів раннього Форту Гоуп, золотої лихоманки, історії будівництва залізниці, життя першовідкривачів, лісорубів та шахтарів. Головним експонатом є «Home Gold Mill» — концентратор золотої руди. Великий концентратор експонується зовні приміщення і доступний для огляду круглий рік.

### Бібліотека
Бібліотечні послуги у Гоупі надає «Регіональне об'єднання мережі бібліотек Фрейзер-Веллі» через своє представництво — бібліотечний відділ у Гоупі. Адміністративний центр бібліотечної мережі розташований у Абботсфорді. У бібліотечному фонді переважають електронні видання, музика та відеопродукція. Бібліотекою опікується мер містечка.

### Художня галерея
Галерея організовує і проводить постійно діючу виставку та продаж мистецьких витворів місцевих митців. До експозиції входять картини, графіка, текстильні і гончарні вироби, скульптури, прикраси, подарунки і сувеніри та фотографічні роботи. Діяльність галереї підтримують волонтери Мистецької гільдії Гоупа. Вони також організовують туристичні екскурсії для огляду дерев'яних скульптур, створених митцями різьблення по дереву бензопилками.

### Аматорський театр
У Гоупі функціонує аматорський театральний колектив Performing Arts Community Theatre Company, який щорічно проводить декілька вистав. Зазвичай, на святі «Дні громади Гоуп» колектив дає одну з найкращих своїх вистав.

## Святкові заходи та розваги

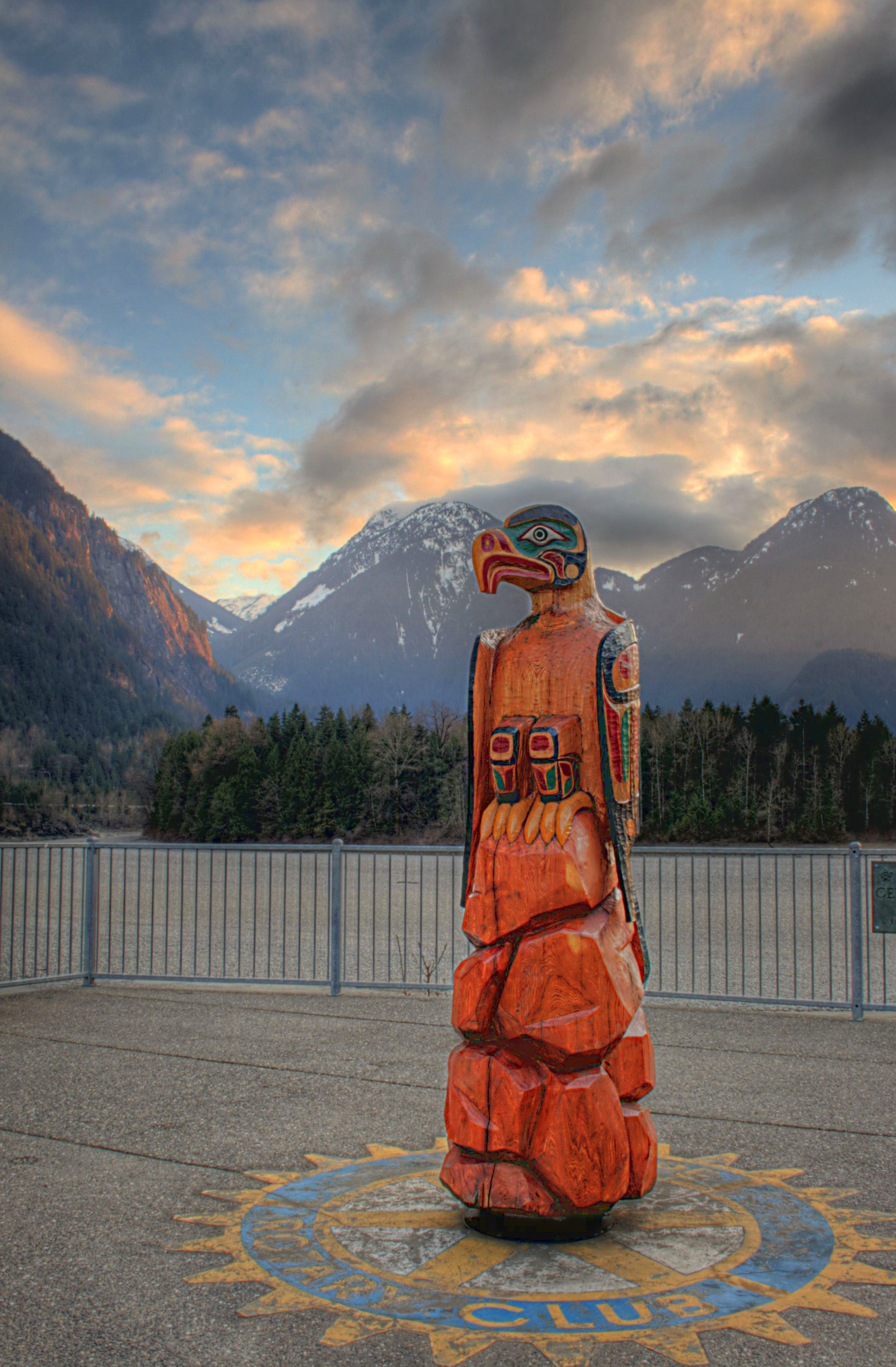
Дерев'яна різьблена скульптура в центрі міста, що символізує індіанський тотем

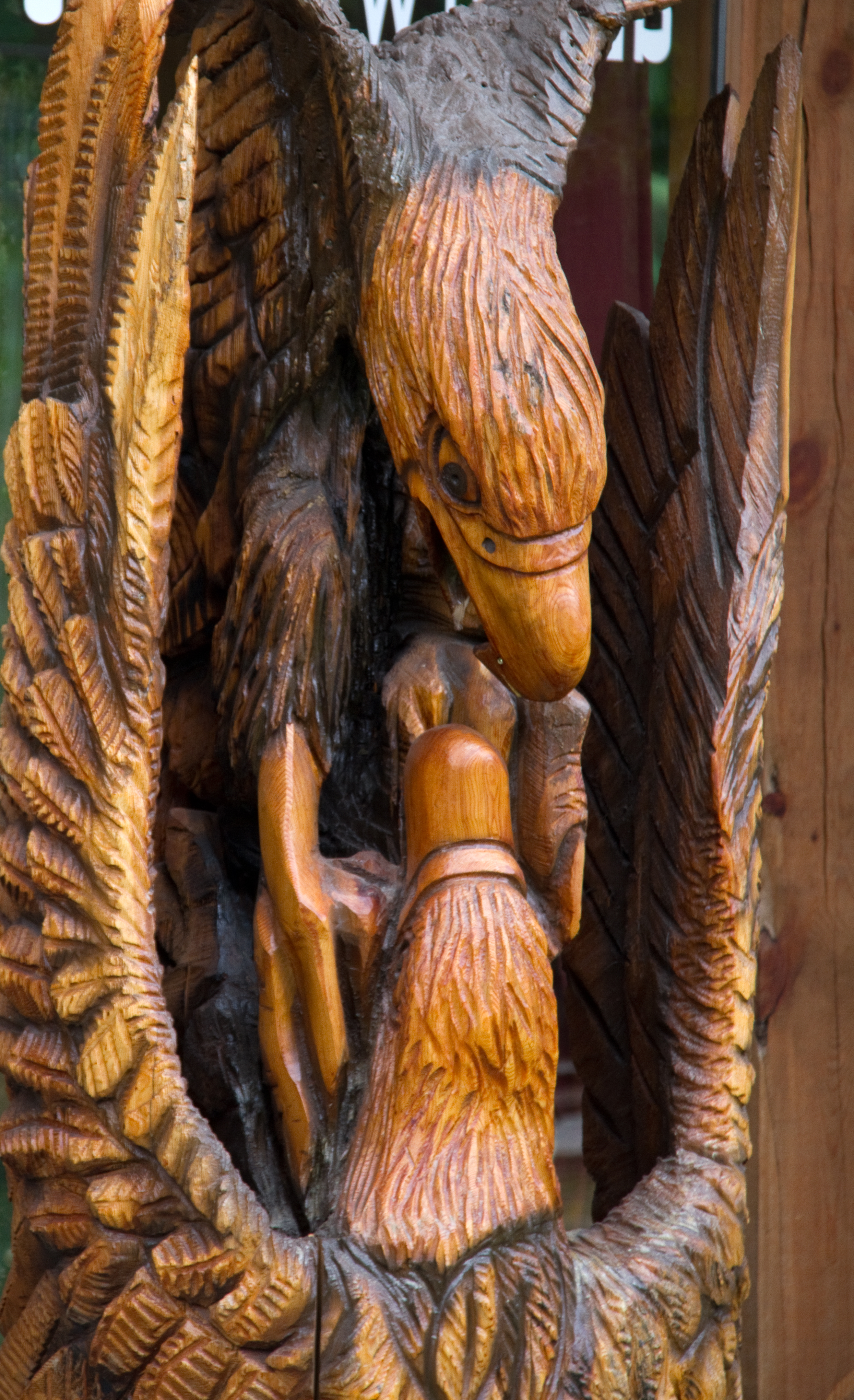
Дерев'яна різьблена скульптура орлів

### Дні громади Гоуп
Однією із найбільших подій року є святкування днів Бригади Гоупа (Hope Brigade Days), які відзначають на початку вересня на честь вдалого завершення туристичного сезону. До святкових заходів зазвичай входять парад, феєрверк, змагання різьбярів бензопилками, дитячий карнавал та змагання позашляховиків 4х4. Бригадою називалась група заготівельників хутра Компанії Гадсонс-Бей, яка, як вважається, започаткувала хутряну факторію, що дала початок поселенню.

### Змагання різьбярів бензопилками
У Гоупі регулярно проводяться змагання різьбярів бензопилками, які зазвичай відбуваються 4 — 7 вересня.. Гоуп є домівкою відомого різьбяра Піта Раяна, роботи якого експонуються на вулицях у центрі містечка.. Тепер у Меморіальному парку у центрі містечка та на його вулицях можна побачити вирізьблені із дерева скульптури звірів, серед яких актуальні для району Гоупа ведмеді, бобри, гірські козли, пума, орли тощо. Загалом, нараховується більше 30 скульптур.

## Охорона здоров'я
У Гоупі розташоване відділення регіонального шпиталю Фрейзер-Каньйон, яке називають «Шпиталь міста Гоуп», і яке підпорядковується та входить до регіональної мережі шпиталів Фрейзер-Каньйон, та яке має 10 лікарняних ліжок і забезпечує цілодобовий сервіс «24/7», включаючи невідкладну медичну допомогу, стабілізаційні послуги та госпіс. Така особливість для невеликого відділення обумовлена специфікою регіону, ізоляцією навколишніх населених пунктів та окремих поселень в умовах обмеженого транспортного сполучення. Шпиталь було офіційно відкрито 10 січня 1959 із загальною максимальною проектною кількістю 20 ліжок, включаючи приймальне відділення.
У містечку також працюють приватні лікарі – окуліст, стоматолог та ветеринар. У центрі розташована аптека.

## Спорт

### Оздоровчий комплекс
Основним центром спортивного та культурного життя не тільки у містечку, а й у регіоні, є оздоровчий комплекс, який перебуває у віданні Регіону Фрейзер-Веллі та включає льодову арену, плавальний басейн, фітнес-центр та поле для американського футболу.
Льодова арена має лід високої якості й забезпечує можливість проведення хокейних матчів та занять фігурним катанням. У містечку була підготовлена юніорська хокейна команда, яка досягла успіхів у Юніорській хокейній лізі Пасіфік Інтернешнл, після чого її перевели до муніципалітету Мішен.
Доріжки плавального басейну мають довжину 25 м і дозволяють проводити декілька видів змагань з плавання. Активно пропагуються заняття з навчання плаванню для початківців різного віку та для дітей. Оздоровчий комплекс та його адміністрація і співробітники опікуються також ігровими майданчиками для дітвори у двох парках Гоупа і пропагують здоровий спосіб життя, пропонуючи своїм відвідувачам різноманітні спортивно-оздоровчі програми.

### Керлінг
Керлінг-Клуб Гоупа розташований поблизу оздоровчого комплексу. Його діяльність і функціонування забезпечують проведення змагань щороку в січні зі спонсорською підтримкою Men's Bonspiel, а також Mixed Curling Bonspiel.

### Гольф
Гольф-клуб Гоупа розташований у мальовничій місцевості на протилежному від містечка березі річки Коквігалла.

## Туризм
Однією з найголовніших статей доходу муніципалітету є організація і проведення різного типу туристичних заходів, включаючи походи по різних маршрутах, відвідування природних парків, відпочинок у спортивних і оздоровчих таборах та готелях. Гоуп розташований у мальовничій місцевості та пропонує його відвідувачам досягнення цивілізації та рівень комфорту, характерний для великих міст, і в той же час принади практично незайманої дикої природи та стилю життя, характерного для невеликих громад у сільських місцевостях. Гоуп має чималу кількість можливостей для відпочинку й оздоровлення, поєднуючи відкриті гірські місцевості, екологічно чисті парки, туристські маршрути та стежки як для пішохідного, так і для мото- чи вело-туризму, незаймані гірські озера, річки та струмки для любителів водних видів спорту та рибальства, включно зі спеціальними турами з доставкою туристів у недоступні місця гелікоптерами. Наявна значна кількість готелів, мотелів і недорогих кемпінгів і таборів. Сучасний оздоровчий комплекс, у якому розташовано критий басейн, гімнастичні зали та фітнес-центр, льодова арена та бібліотека, приміщення для організації та проведення конференцій і форумів, керлінг-клуб із чотирма смугами, поле для бейсболу і скейтборд-парк є доступним для відвідувачів Гоупа. Гольф-клуб розташований у місці злиття річок Коквігалла і Фрейзер та має унікальні пейзажі. До найбільш популярних турів належать:

### Зсув у районі Гоупа

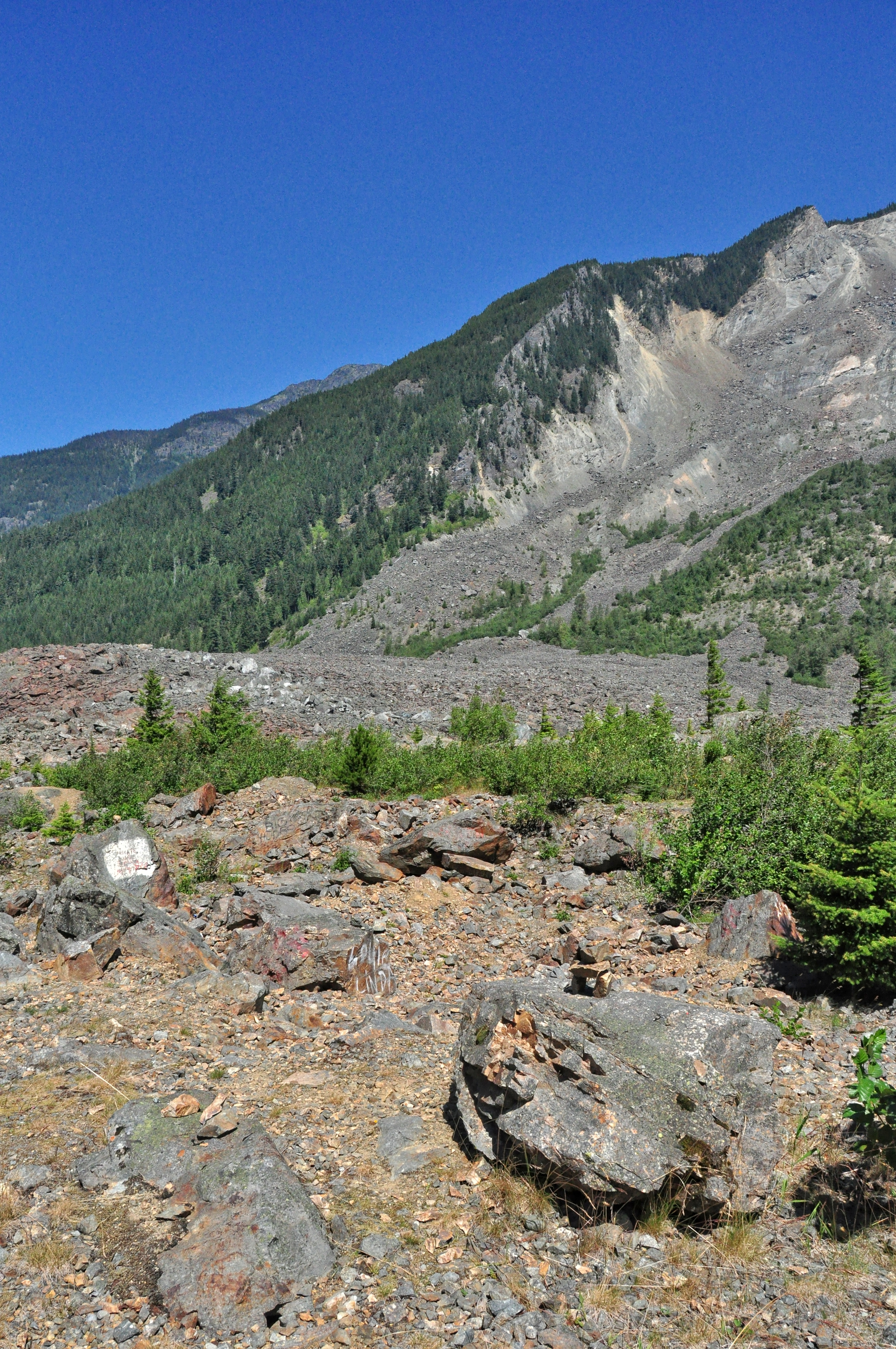
Зсув ґрунту поблизу Гоупа, який стався 9 січня 1965 р.

Зсув у районі Гоупа був одним із найбільших земляних зсувів у Канаді. Він стався поблизу Гоупа вранці 9 січня 1965. Загинуло четверо людей. Дорога до місця огляду займає приблизно 15 хвилин по автодорозі № 3.. Імовірно, викликаний невеликим землетрусом, зсув захопив близько 46 млн м3 ґрунту, каміння та снігу і протягом секунд зірвався з висоти до 2000 м і сповз у долину струмка Найколум, засипавши близько 70-метровим шаром долину та цілком поховавши під собою озеро Аутрем. При цьому було зруйновано коло 3 км шосе, яке пролягало дном долини й опинилось під завалом. На фото 2010 року справа видно схил, з якого зійшов зсув та фрагментарне заростання його пологої частини. У точці, з якої зроблено знімок, є обладнаний майданчик для відвідувачів.

### Тунелі Отелло
Тунелі Отелло — це назва головної рукотворної пам'ятки природи у парку провінційного значення Каньйон Коквігалла, розташованого на схід від Гоупа вздовж каньйону річки Коквігалла, по якому проходить списана залізнична гілка, та по якій зараз проходить туристський маршрут, що веде до проходу Коквігалла. Колись це була частина залізниці Кеттл-Веллі (англ. Kettle Valley Railway). Маршрут петляє по вузькій ущелині та проходить п'ять тунелів і серію мостів, з яких відкриваються приголомшливі види на річку Коквігалла та стрімкі схили вузької ущелини.

## Транспорт

#### Автомобільний
Через Гоуп проходить головна автомагістраль Канади Трансканадська атомагістраль (№ 1), яка входить у містечко з півночі і проходить по його набережній вулиці Вотер-Авеню. На виході з Гоупа вона має сполучення з двома автомагістралями — Кровснест (№ 3) та Коквігалла (№ 5) і прямує на захід до Ванкувера через Чилівак та Абботсфорд. Відстань до Ванкувера становить 145 км.
Автомагістраль Кровснест (№ 3) сполучає Гоуп із Принстоном і часто називається Принстонською. Основною робочою силою, яка будувала цю автомагістраль, були канадці японського походження, інтерновані владою Канади у цю місцевість із узбережжя океану під час Другої світової війни.
Автомагістраль Коквігалла (№ 5) має важливе значення, тому що значно скорочує шлях до Едмонтона на відрізку шляху від Гоупа до Камлупс.
У районі Гоуп також розвинена мережа автодоріг, які сполучають між собою поселення муніципалітету і зв'язують Гоуп із іншими сусідніми муніципалітетами та регіонами Британської Колумбії. Сполучення із США може здійснюватися через Абботсфорд або Осойус.
Регулярне автобусне сполучення у Гоупі відсутнє. Доступними є тільки послуги компанії чартерних перевезень. Автовокзал чи автобусна станція, як такі, відсутні, окрім відведеної стоянки для наявного рухомого складу, призначеного для забезпечення різного роду перевезень, як у місцевому, так і у міжміському сполученні.

#### Залізничний

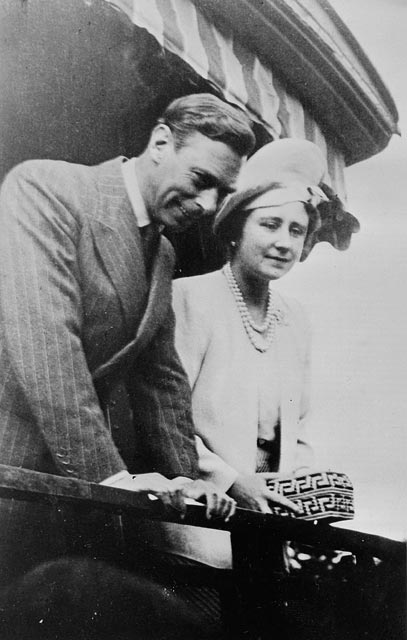
Король Георг VI та Королева Єлизавета під час подорожі Канадською тихоокеанською залізницею у Гоупі, 1939

Через муніципалітет Гоуп проходять обидві трансканадські залізниці — Канадська тихоокеанська та Канадська національна.
Канадська тихоокеанська залізниця, прокладена по лівому (південному) берегу річки Фрейзер, проходить безпосередньо через містечко і має залізничну станцію, яка називається «Залізнична станція Гоуп». Поїзди прямують у західному напрямку до Абботсфорда, Чилівака, Ванкувера, ходять тричі на тиждень і зупиняються тільки «на вимогу». У рамках турне Канадою Король Георг VI та Королева Єлизавета подорожували Канадською тихоокеанською залізницею та відвідали Гоуп у 1939.
Канадська національна залізниця проходить поряд із містечком по правому (північному) берегу річки Фрейзер. Найближчі від Гоупа залізничні станції розташовані:
- «Залізнична станція Гейґ» (названа на честь Дугласа Гейґа), навпроти містечка Гоуп, на протилежному березі річки Фрейзер;
- «Залізнична станція Кац», недалеко від місця розташування адміністрації індіанської резервації № 4 Чоатіл, що навпроти поселень Фладс і Сілвер-Крік, розташованих на іншому березі річки Фрейзер.[60] Поїзди прямують тільки у східному напрямку, ходять тричі на тиждень і зупиняються тільки «на вимогу». Адміністрація залізниці рекомендує купувати квитки принаймні за добу з тим, щоб не було проблем із зупинкою поїзда на станції.

### Авіаперевезення
Муніципальний аеродром розташований на 4,8 км на захід від містечка у поселенні Фладс. Аеродром має ґрунтову злітно-посадкову смугу довжиною 1,21 км. На території аеродрому також розташований клуб планеристів ванкуверської асоціації, який має літаки (Cessna), планери та дельтаплани, школу планеризму та організовує розважальні тури.

### Гелікоптери
Valley Helicopters Ltd. – це оператор чартерних перевезень, що забезпечує перевезення у Південній Британській Колумбії. Перевезення здійснюються легкими та середніми гелікоптерами Bell, які базуються у Гоупі (у районі поселення Сілвер-Крік) та у Мерріті.
Valley Helicopters здійснює такі види діяльності:
- чартерні перевезення;
- виконання замовлень пожежників, лісорубів, геологів, монтажників, транспортування негабаритних вантажів тощо;
- навчання, включаючи «гірський курс»;
- тури:
  - весільні подорожі;
  - гірські тури;
  - туристичні тури.

Для виконання специфічних видів робіт та специфічних перевезень гелікоптери мають спеціальне обладнання, пристосування для посадок на сніг та на воду.
Безпосередньо у містечку вертолітними майданчиками обладнане відділення лікарні Фрейзер-Веллі, який застосовується, окрім прямого призначення, геологами, лісорубами, пожежною та поліцейською дільницями.

## Освіта
Управління школами району Фрейзер-Каскад #78 опікується декількома школами у муніципалітеті Гоуп. До них входять початкова та середня школи, розташовані безпосередньо у містечку, та початкова школа у поселенні Сільвер-Крік. Управління також має альтернативну шкільну програму з можливістю дистанційного навчання.
У Гоупі також розташоване представництво Університету Фрейзер-Веллі для мешканців району, які бажають продовжити навчання у цьому університеті.

## Відомі люди
- Джефф Гогген — канадський хокеїст.

## Гоуп у медіа
Містечко та район Гоуп є місцями знімання або пов'язані з низкою відомих фільмів:
- Рембо: Перша кров, (1982);
- Вогонь на ураження, (1988);
- К2 – гранична висота, (1992);[64]
- Обіцянка, (2001).